# Acromastigum colensoanum
Acromastigum colensoanum là một loài rêu tản trong họ Lepidoziaceae. Loài này được (Mitt.) A. Evans ex Reimers miêu tả khoa học lần đầu tiên năm 1933.